# Le Rheu
Le Rheu is een gemeente in het Franse departement Ille-et-Vilaine (regio Bretagne). De plaats maakt deel uit van het arrondissement Rennes. Le Rheu telde op 1 januari 2022 9.823 inwoners.

## Geografie
De oppervlakte van Le Rheu bedroeg op 1 januari 2022 18,89 vierkante kilometer; de bevolkingsdichtheid was toen 520 inwoners per km².

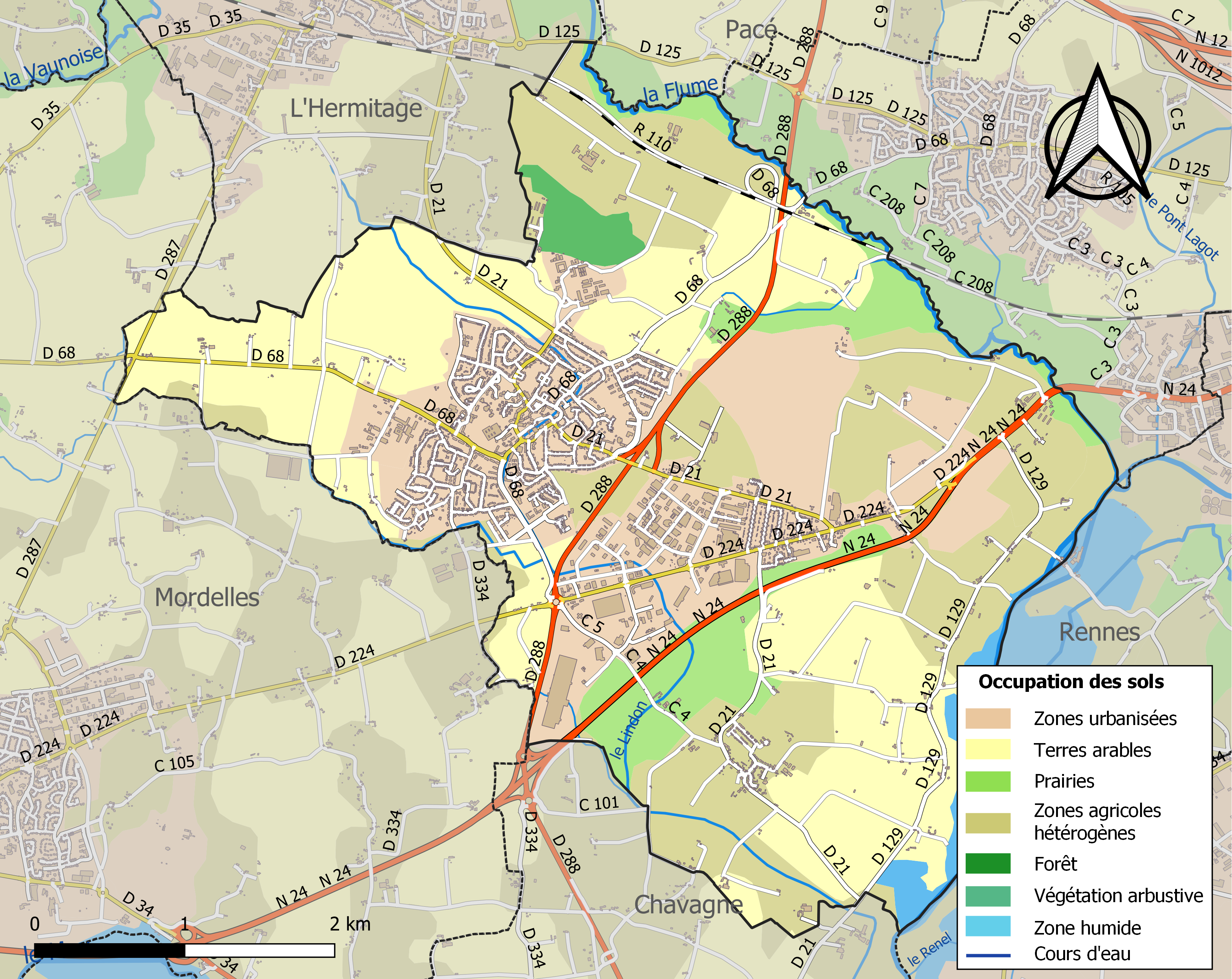
Kaart van de gemeente met belangrijkste infrastructuur, bodemgebruik en omliggende gemeenten

## Demografie
Onderstaande figuur toont het verloop van het inwonertal, bron: INSEE-tellingen. 